# Olympische Sommerspiele 2024/Teilnehmer (Jemen)
| Gelbes Symbol für Goldmedaillen mit stilisierten Olympischen Ringen | Graues Symbol für Silbermedaillen mit stilisierten Olympischen Ringen | Braundes Symbol für Bronzemedaillen mit stilisierten Olympischen Ringen |
| ------------------------------------------------------------------- | --------------------------------------------------------------------- | ----------------------------------------------------------------------- |
| —                                                                   | —                                                                     | —                                                                       |

Der Jemen nahm an den Olympischen Spielen 2024 vom 26. Juli bis zum 11. August 2024 in Paris teil. Es war die insgesamt neunte Teilnahme an Olympischen Sommerspielen.
Für die Eröffnungsfeier wurde die Schützin Yasameen al-Raimi zur Fahnenträgerin der Mannschaft vom Jemen ernannt.

## Teilnehmer nach Sportarten

### Judo
Hesham Makabr erhielt eine Wildcard für den Wettbewerb im Superleichtgewicht der Männer.
| Athleten      | Wettbewerb       | 1. Runde    | 1. Runde | 2. Runde | 2. Runde | Achtelfinale  | Achtelfinale  | Viertelfinale | Viertelfinale | Halbfinale / Trostrunde | Halbfinale / Trostrunde | Finale / Platz 3 | Finale / Platz 3 | Rang |
| Athleten      | Wettbewerb       | Gegner      | Ergebnis | Gegner   | Ergebnis | Gegner        | Ergebnis      | Gegner        | Ergebnis      | Gegner                  | Ergebnis                | Gegner           | Ergebnis         | Rang |
| ------------- | ---------------- | ----------- | -------- | -------- | -------- | ------------- | ------------- | ------------- | ------------- | ----------------------- | ----------------------- | ---------------- | ---------------- | ---- |
| Männer        |                  |             |          |          |          |               |               |               |               |                         |                         |                  |                  |      |
| Hesham Makabr | Klasse bis 60 kg | A. McKenzie | 0s2:10s1 | —        | —        | ausgeschieden | ausgeschieden | ausgeschieden | ausgeschieden | ausgeschieden           | ausgeschieden           | ausgeschieden    | ausgeschieden    | 17   |

### Leichtathletik
Laufen und Gehen
| Athleten        | Wettbewerb | Vorlauf | Vorlauf | Halbfinale    | Halbfinale    | Finale        | Finale        | Rang          |
| Athleten        | Wettbewerb | Zeit    | Rang    | Zeit          | Rang          | Zeit          | Rang          | Rang          |
| --------------- | ---------- | ------- | ------- | ------------- | ------------- | ------------- | ------------- | ------------- |
| Männer          |            |         |         |               |               |               |               |               |
| Samer al-Yafaee | 100 m      | 11,54 s | 8       | ausgeschieden | ausgeschieden | ausgeschieden | ausgeschieden | ausgeschieden |

### Schießen
Für den Wettbewerb über 10 Meter mit der Luftpistole der Frauen erhielt der Jemen eine Wildcard.
| Athleten          | Wettbewerb       | Qualifikation   | Qualifikation | Finale          | Finale        |
| Athleten          | Wettbewerb       | Ringe/ Scheiben | Rang          | Ringe/ Scheiben | Rang          |
| ----------------- | ---------------- | --------------- | ------------- | --------------- | ------------- |
| Frauen            |                  |                 |               |                 |               |
| Yasameen al-Raimi | 10 m Luftpistole | 559             | 40            | ausgeschieden   | ausgeschieden |

### Schwimmen
| Athleten     | Wettbewerb          | Vorlauf     | Vorlauf | Halbfinale    | Halbfinale    | Finale        | Finale        | Rang |
| Athleten     | Wettbewerb          | Zeit        | Rang    | Zeit          | Rang          | Zeit          | Rang          | Rang |
| ------------ | ------------------- | ----------- | ------- | ------------- | ------------- | ------------- | ------------- | ---- |
| Männer       |                     |             |         |               |               |               |               |      |
| Yusuf Nasser | 100 m Schmetterling | 1:08,72 min | 40      | ausgeschieden | ausgeschieden | ausgeschieden | ausgeschieden | 40   |